# Каднар, Юрай
Юрай Каднар (словац. Juraj Kadnár; 5 сентября 1972, Братислава) — словацкий гребец-байдарочник, выступал за сборные Чехословакии и Словакии на всём протяжении 1990-х и в начале 2000-х годов. Участник двух летних Олимпийских игр, бронзовый призёр чемпионата мира, чемпион Европы, победитель многих регат национального и международного значения.

## Биография
Юрай Каднар родился 5 сентября 1972 года в Братиславе. Активно заниматься греблей начал в раннем детстве — его отец Любомир Каднар был довольно известным гребцом-байдарочником и позже возглавлял Федерацию гребли на байдарках и каноэ Чехословакии. Проходил подготовку в столичном одноимённом спортивном клубе «Братислава».
Первого серьёзного успеха на взрослом международном уровне добился в 1991 году, когда попал в основной состав чехословацкой национальной сборной и побывал на чемпионате мира в Париже, откуда привёз награду бронзового достоинства, выигранную в паре с Робертом Эрбаном в зачёте двухместных байдарок на дистанции 10000 метров. Благодаря череде удачных выступлений удостоился права защищать честь страны на летних Олимпийских играх 1992 года в Барселоне — в двойках с Эрбаном на пятистах метрах сумел дойти только до стадии полуфиналов, тогда как в четвёрках на тысяче метрах финишировал в решающем заезде четвёртым, немного не дотянув до призовых позиций.
После распада Чехословакии Каднар присоединился к словацкой национальной сборной и продолжил принимать участие в крупнейших международных регатах. Так, будучи одним из лидеров гребной команды Словакии, он благополучно прошёл квалификацию на Олимпийские игры 1996 года в Атланте — существенного успеха здесь, тем не менее, не добился, вместе с напарником Аттилой Сабо в двойках на тысяче метрах остановился в полуфиналах. 
В 1999 году Юрай Каднар выступил на чемпионате Европы в хорватском Загребе, где стал бронзовым призёром в километровой гонке четырёхместных байдарок. Год спустя на европейском первенстве в польской Познани в четвёрках на двухстах метрах одолел всех своих соперников и завоевал таким образом медаль золотого достоинства. На аналогичных соревнованиях 2002 года в венгерском Сегеде в байдарках-двойках на дистанции 1000 метров удостоился серебряной награды. Вскоре по окончании этих соревнований принял решение завершить карьеру профессионального спортсмена, уступив место в сборной молодым словацким гребцам.